# Streptopus parviflorus
Streptopus parviflorus là một loài thực vật có hoa trong họ Măng tây. Loài này được Franch. miêu tả khoa học đầu tiên năm 1887.